# Boraceia

Boraceia este un oraș în São Paulo (SP), Brazilia.